# Brigitte Nielsen
Gitte Nielsen (Rodovre, 15 de julio de 1963), más conocida como Brigitte Nielsen, es una actriz, modelo y cantante danesa. Alcanzó la fama en la década de 1980 por su matrimonio y divorcio con Sylvester Stallone, gracias a lo cual participó en películas estadounidenses e italianas, en series de televisión y en el mundo de la música, ya de manera más irregular. Es recordada también por su exuberante físico y por sus peripecias sentimentales.

## Carrera

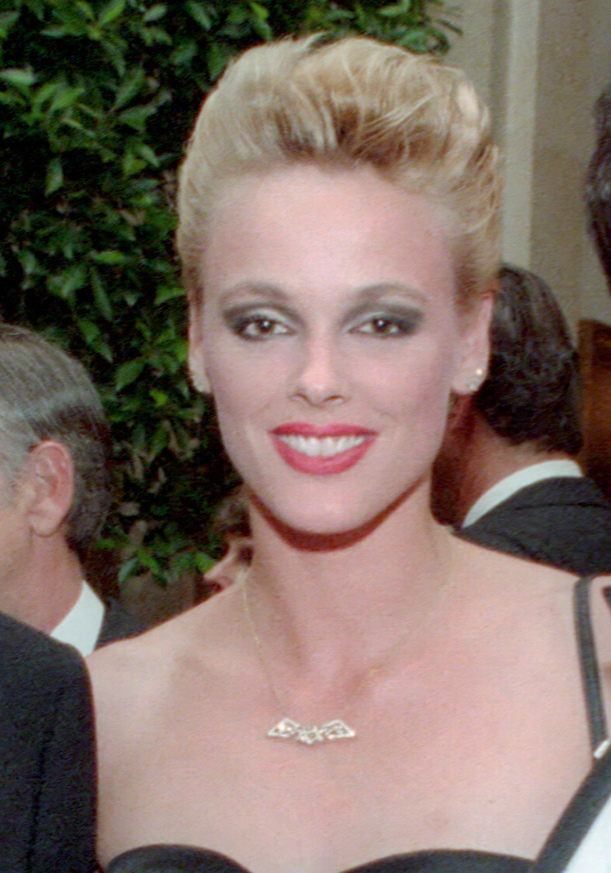
Brigitte Nielsen durante una cena de estado para el primer ministro Lee Kuan Yew de Singapur. 1985.

Dejó los estudios a la edad de dieciséis años, se trasladó a París en 1979 y después a Italia. Ya entonces estaba casada con un músico danés. Tuvieron un hijo, pero se divorciaron.
Dotada de una impactante imagen por su gran estatura (1,85 metros), trabajó como modelo para Giorgio Armani, Versace y Gianfranco Ferré.

### Debut enRed Sonja
El productor Dino de Laurentiis la eligió como pareja de Arnold Schwarzenegger para la película Red Sonja. Dejando de lado el rotundo fracaso de crítica y de taquilla que sufrió el film, propició un romance de dos semanas entre ella y Schwarzenegger.

### Con Stallone
Sylvester Stallone se fijó en ella en 1985; se divorció de su primera esposa, y la nueva pareja se casó poco después.
Brigitte Nielsen saltó a la fama de la mano de Stallone y gracias a sus papeles en varias películas de él, como Rocky IV y Cobra. Pero las desavenencias entre ellos no tardaron en surgir; la prensa amarilla habló de infidelidades de ella con Eddie Murphy durante el rodaje de Beverly Hills Cop II (Superdetective en Hollywood II). El matrimonio se rompió en 1987.

### En televisión
Brigitte se trasladó a Italia, donde presentó un programa de televisión, Festival. Su primera incursión musical fue con el álbum Everybody Tells a Story, que promocionó también en España con canciones como "It's a Strange Love". En este país alcanzó especial notoriedad cuando se le atribuyó un romance con Bertín Osborne.
En enero de 1988 conoció al jugador de fútbol americano Mark Gastineau; con él tuvo su segundo hijo, pero no llegaron a casarse y rompieron un año después. En 1989, hizo un breve cameo junto con numerosas estrellas en el vídeo musical de la canción "Liberian Girl" de Michael Jackson.
Ya en 1990 se casó por tercera vez, esa vez con el fotógrafo Sebastian Copeland, primo del actor Orlando Bloom. Tampoco este matrimonio duró mucho, y en 1993 se casó con otro hombre de nacionalidad suiza, con el que tendría dos hijos más; a uno le llamó Raoul Ayrton en recuerdo de su amigo el piloto Ayrton Senna.

### Década de 1990
En la década de 1990 siguió participando en películas, alguna de ellas de corte erótico, y grabó un dueto con RuPaul ("You Are No Lady") para reaparecer en el mundo musical como diva para discotecas homosexuales, con el nombre artístico Gitta. Otra de sus canciones fue "No More Turning Back". Ya entonces había modificado notoriamente su silueta, al agrandar su busto con implantes de silicona.
Se separó de su cuarto marido, y en 1997 saltó a la prensa al rumorearse que un jeque árabe había pagado un millón de dólares por pasar una noche con ella.
Posteriormente, participó en programas de telerrealidad de Italia y Estados Unidos: The Surreal Life (donde comenzó su amorío con Flavor Flav, del grupo Public Enemy), Celebrity Rehab with Dr. Drew...
También participó en el reality show alemán Ich bin ein Star. Holt mich hier raus, que recuerda a La selva de los famosos. Fue galardonada como reina del concurso.

### Últimos trabajos
Entre sus últimos trabajos, están la película de terror El dorado (junto a Daryl Hannah), la de ciencia ficción Exodus (no confundir con el bíblico de Ridley Scott) y la de acción Mercenaries. 
En el año 2000 apareció en el vídeo "Make Me Bad" de KoRn. En 2018, volvió a interpretar a papel de Ludmila Drago en Creed II. 

## Filmografía
- Red Sonja (1985)
- Rocky IV (1985)
- Cobra (1986)
- Beverly Hills Cop II (1987)
- Liberian Girl, videoclip de Michael Jackson (1988)
- Bye Bye Baby (1988)
- Domino (1988)
- Murder on the Moon (1989)
- 976-Evil II (1991)
- The Double 0 Kid (1992)
- Mission of Justice (1992)
- Counterstrike (1990) (TV) episodio "Bastille Day Terror" de 17 de octubre
- Fantaghiró 2 (1992) (TV)
- Chained Heat II (1993)
- Fantaghiró 3 (1993) (TV)
- Fantaghiró 4 (1994) (TV)
- Galaxis (1995)
- Compelling Evidence (1995)
- Codename: Silencer (1995)
- Snowboard Academy (1996)
- Fantaghiró 5 (1996) (TV)
- Hostile Environment (1998)
- She's Too Tall (1998)
- Paparazzi (1998)
- Doomsdayer (2000)
- Un posto al sole (2000) (TV) episodios de 13 y 14 de septiembre
- Voyage: Killing Brigitte Nielsen (2007) (TV)
- The Hustle (2008)
- The Fish (2009)
- Alice's Birhday (2009)
- Nite Tales: The Series (2009) episodio "Black Widow"
- Big Money Rustlas (2010)
- Ronal Barbarian (2011)
- Eldorado (2012)
- Skinny Dip (2012)
- The Key (2013)
- Raising Hope (2014) (TV) episodio "Road to Natesville"
- Mercenaries (2014)
- Portlandia (2015) (TV) episodio "Heahltcase"
- Exodus (2015)
- Creed II (2018)
- Adi Shankar's Gods and Secrets (2018)
- Trapped (2018)

## Discografía

### Álbumes
- 1987 - Falco Meets Brigitte Nielsen (con Falco)
- 1988 - Every Body Tells A Story
- 1992 - I'm the One... Nobody Else
- 2000 - No More Turning Back (como "Gitta")
- 2001 - Tic-Toc (como "Gitta")
- 2002 - Gitta vs. RuPaul (como '"Gitta")
- 2008 - Brigitte Nielsen

## Canciones
- 1987 - Everybody Tells a Story
- 1987 - Body Next to Body (con Falco)
- 1988 - Maybe
- 1988 - It's a Strange Love
- 1988 - Siento (Sud América)
- 1990 - Rockin' Like a Radio
- 1991 - My Girl (My Guy)
- 1992 - How Could You Let Me Go
- 2000 - No More Turning Back (como "Gitta")
- 2001 - Tic Toc (como "Gitta")
- 2002 - You're No Lady (con RuPaul, como "Gitta")
- 2012 - Misery (con Spleen United, como "Gitte Nielsen")